# 壺坂酒造
壺坂酒造株式会社（つぼさかしゅぞう）は兵庫県姫路市に本社を置く日本酒を専業とする酒造業である。旧夢前町で唯一の現存する酒造業者として知られる。

## 概要
もとは兵庫県神崎郡にて発祥したが、気候の問題があり現在の場所に移転。1957年（昭和32年）に株式会社化される。
200年以上前に建築された酒蔵にて自然の気候をいかした室温管理を行い、播州特産の酒米「山田錦」を用いた自然発酵にこだわった醸造法で作られる清酒「金壺」「雪彦山」は小規模な酒造メーカーの製品であるが、地元では根強い人気がある。本社社屋は即売所をかねており試飲も可能ある。
酒蔵は築200年以上が経過しており、二階の床板をはずして醸造甕への麹投入や天秤搾りができる珍しい構造になっている。また当時は商家には許されていなかった三間続きの座敷を板戸で切り離すなどの工夫が凝らされている。これらの特徴により2006年度に姫路市によって本社社屋が「都市景観重要建築物」に指定された。
2018年には、戦前の酒米「弁慶」を復活させた酒造りに挑んでいる。

## 歴史
- 1600年頃：兵庫県神崎郡にて発祥
- 1805年（文化2年）飾磨郡夢前町に移転
- 1957年（昭和32年）株式会社に改組。

## 主な商品
- 清酒
  - 金壺
- 吟醸酒
  - 雪彦山
- リキュール
  - 凍らせ梅酒（凍らせてシャーベット状のデザートとして楽しむ梅酒、姉妹品に「ゆず酒」もあり)